# シリア国民防衛隊
国民防衛隊 (National Defence Forces、NDF) (アラビア語: قوات الدفاع الوطني Quwāt ad-Difāʿ al-Watanī)は2012年夏以降に結成され、シリア内戦中にシリア政府がシリア軍の非常勤の志願予備役兵として組織化した親政府派民兵組織。国防軍とも。NDFは様々なシリアの県の部隊から構成されており、各部隊は様々な理由から反体制派と戦うことを望む地元のボランティアで構成されている。内戦初期に精鋭部隊を除くシリア陸軍は兵士の脱走の多発に悩まされた結果、指令・兵站や機甲・砲兵戦力などの専門職はシリア陸軍が担う一方、歩兵戦はNDFが担うという役割分担が成されていると考えられる。
NDFは一般的にはシリア民主軍(SDF)とは良好な関係を築いているとされている。2018年2月20日にNDFの大隊はアフリンに対するトルコ主導の作戦に対抗してアフリン郡を自発的に支援した。

## 創設
2013年の初頭までに、シリア政府は「人民委員会(Popular Committee)」の数百人の民兵を新たなグループ「国民防衛隊」の下で正式化・職業化する措置をとった。
目的は親政府派民兵組織から効果的で地元に根ざし、士気軒昂な部隊を創設することだった。 シャビーハ(Shabiha)部隊とは対照的にNDFは政府から給与と軍事装備を受け取った 。NDFの創設以降、シャビーハのメンバーはその構造に組み込まれている。
多数の新兵が自分たちの家族が反体制派グループによって殺害されたためにグループに参加したと語った。アラウィー派の一部の村は徴兵適齢に達したほぼ全ての男性が国民防衛隊に参加した。
スワイダー県のドゥルーズ派のような人々はイラク・レバントのイスラム国(ISIL)から彼らの土地を守るために参加した 。2015年6月下旬にはシリア政府は誘拐、処刑、略奪を行い住民を苦しめているISILに対抗するこの県の市民を武装させ始めた。地元の人間は有名なゴラン連隊を含むこの県の大規模で強大なNDFの構成部隊になった。
NDFの設立はイランのゴドス部隊(Quds Force)の指揮官ガーセム・ソレイマーニーによって個人的に監督された 。シリアの治安当局者は、彼らはイランとヒズボラからの援助を受けており、両者ともイランの「バスィージ(Basij)」のモデルに沿ったNDFの形式化において重要な役割を担った」と語った。NDFの新兵はシリア、レバノン及びイラン内の施設でイスラム革命防衛隊(IRGC)とヒズボラの指導員から都市ゲリラ戦の訓練を受けており、この提携は2015年4月時点でそのまま残っている 。イランは近隣の既存の民兵組織を一つにまとめヒエラルキーを機能させ、彼らにより良い装備と訓練の提供に貢献した 。アメリカ政府もイランが自国の民兵組織バスィージのモデルでこのグループの立ち上げを支援し、一部のメンバーはイランで訓練を受けるために送られたとも述べた。

## 役割
国民防衛隊は反体制派と直接地上戦を行う歩兵の役割を担い、兵站と砲撃支援を提供するシリア陸軍と共同で対反乱作戦を実行している他、特殊戦力師団・ 共和国防衛隊・第4機甲師団等の精鋭部隊が奪還した地域の防衛を担っている。
国民防衛隊の兵力は2013年6月時点で6万人と報じられており、8月までに10万人に増加した 。NDFは基本的に地縁的宗教的な紐帯に基づいて組織される。その構成員は、シリア政府の支持基盤であるアラウィー派・キリスト教徒・ドルーズ派・イスマーイール派・十二イマーム派・スンニ派世俗層に属する人々であり、シリア政府に忠実である。
部隊は主に彼らの地元のエリアで活動するが、メンバーは陸軍の作戦に参加することもできる 。NDFのメンバーは地元の人間として地域のことを多く知っているため大半の戦闘を行っているとも主張されている。匿名希望のホムスの士官は陸軍はますます兵站と指令の役割を担う一方でNDFの戦闘員は地上戦を担うようになっていると語った。
内戦初期に一般部隊からの兵士の脱走問題多発に苦慮したシリア陸軍の士官達は歩兵作戦を実行するのに徴兵された正規軍よりも士気軒昂で忠実とみなしているNDFの非常勤志願兵をますます優先するようになっているが、NDFは基本的に土着の傾向が強く地元以外の戦線での従軍に対する抗議が発生した事もある。

## 組織と訓練
報道によれば、2015年2月時点で国民防衛隊は県の指揮官の下で組織されており、Ghassan Nassour准将だと報じられている全国調整官によって緩やかに監督されているが後の情報源ではHawash Mohammedの名前を報じた 。地元支部は自律的に行動し、県と同水準でないが、少しの統一性は存在する。
県支部はそれぞれ上級将校によって指揮されているとみられる。
2013年1月以降、NDFは「国防の雌獅子」と呼ばれる500人の強力な女性達の派閥があり、ホムス地区の検問所を運営している  。女性達はカラシニコフ銃、重機関銃、手榴弾を使えるように訓練され、検問所を襲撃し制御するように教育されている。
訓練期間は個人が基礎戦闘、狙撃または諜報のために訓練されているかどうかによって2週間〜1ヶ月と異なる可能性がある。